# Missing Children: A Mother's Story
Missing Children: A Mother's Story (¿Dónde están mis hijos? en España y Niños perdidos: El drama de una madre en Venezuela) es un telefilme dramático de 1982 dirigido por Dick Lowry y protagonizado por Mare Winningham, Kate Capshaw y Polly Holliday.

## Argumento
Kate Bradshaw ha tenido una vida difícil, ya que no sabe leer y se casó con un hombre que abusó de ella, le robó su dinero y luego se fue. Sin embargo ella tiene a sus tres hijos a quienes adora. Por ello, de mala gana, termina yendo a la ayuda social para buscar ayuda ya que no puede alimentarlos. Allí encuentra al trabajador social, Lander Hughes. Él se da cuenta de que Kate no sabe leer y la envía a Mary Gertrude Tyler que dirige Children's Rescue Mission. Allí ella, creyendo que la Sra. Tyler se hará cargo de sus hijos temporalmente mientras ella arregla las cosas, se dirige a la corte para firmar algunos documentos que Kate cree que permitirán a la Sra. Tyler a obtener atención médica para los niños. Sin embargo, unos días después, Kate regresa para visitar a sus hijos y descubre que han sido colocados con una familia y que no hay nada que pueda hacer al respecto, especialmente alguien en sus circunstancias, a menos que tenga la suerte de encontrar a alguien que pueda ayudarla a enfrentarse a la Sra. Tyler en la corte.

## Reparto
| Actor            | Papel              |
| ---------------- | ------------------ |
| Mare Winningham  | Kate Bradshaw      |
| Polly Holliday   | Mary Gertrude      |
| John Anderson    | Stanley Willard    |
| Kate Capshaw     | Elaine Rogers      |
| Scatman Crothers | Mose Wheeler       |
| Richard Dysart   | Hunter Burgess     |
| Jane Wyatt       | Juez Eloise Walker |
| Noble Willingham | Lander Hughes      |

## Producción
Al principio el guion fue hecho por Nancy Sackett, pero luego fue reescrito por Jim Lawrence. Se estrenó como parte del proyecto de CBS Read more about it, en la que se sugiere que se lean libros sobre el tema, en este caso sobre el mercado negro del tráfico de menores.

## Recepción
En el presente la película ha sido valorada en los portales de información cinematográfica. En IMDb, recibió con 100 votos registrados una media ponderada de 7,5 sobre 10.